# Maurice Gastiger
Maurice Gastiger (3 octobre 1896 - 22 janvier 1966) est un footballeur français des années 1910 et 1920 qui évolue au poste d'attaquant.

## Biographie

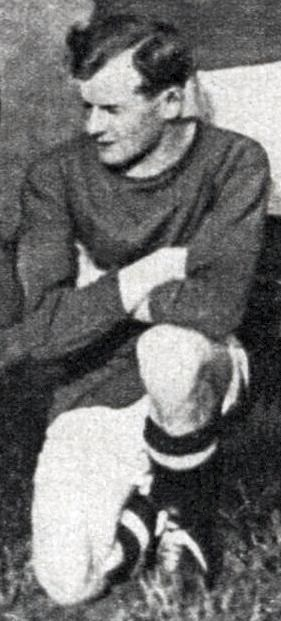
Maurice Gastiger en 1920.

Il est l'un des plus jeunes sélectionnés en équipe de France de football à l'âge de 17 ans et quatre mois, le 8 février 1914 contre le Luxembourg (4-5). Gastiger est le plus jeune buteur en Bleu à 17 ans et 156 jours, lors de sa deuxième sélection contre la Suisse (2-2) un mois plus tard.
Sélectionné à trois reprises en équipe de France, sa carrière internationale qui s'étire entre 1914 et 1920 est morcelée par la Première Guerre mondiale. Gastiger est l'auteur d'une passe décisive pour Paul Nicolas au cours de sa troisième et dernière sélection contre la Belgique.
Son frère, Pierre, est également footballeur. Tous deux participent à la finale perdue des Jeux interalliés le 29 juin 1919, face aux Tchèques, puis sont demi-finalistes des jeux olympiques l'année suivante. Après le FEC Levallois, les deux frères jouent toujours ensemble à Rennes, à compter de 1921-1922.

## Liens externes

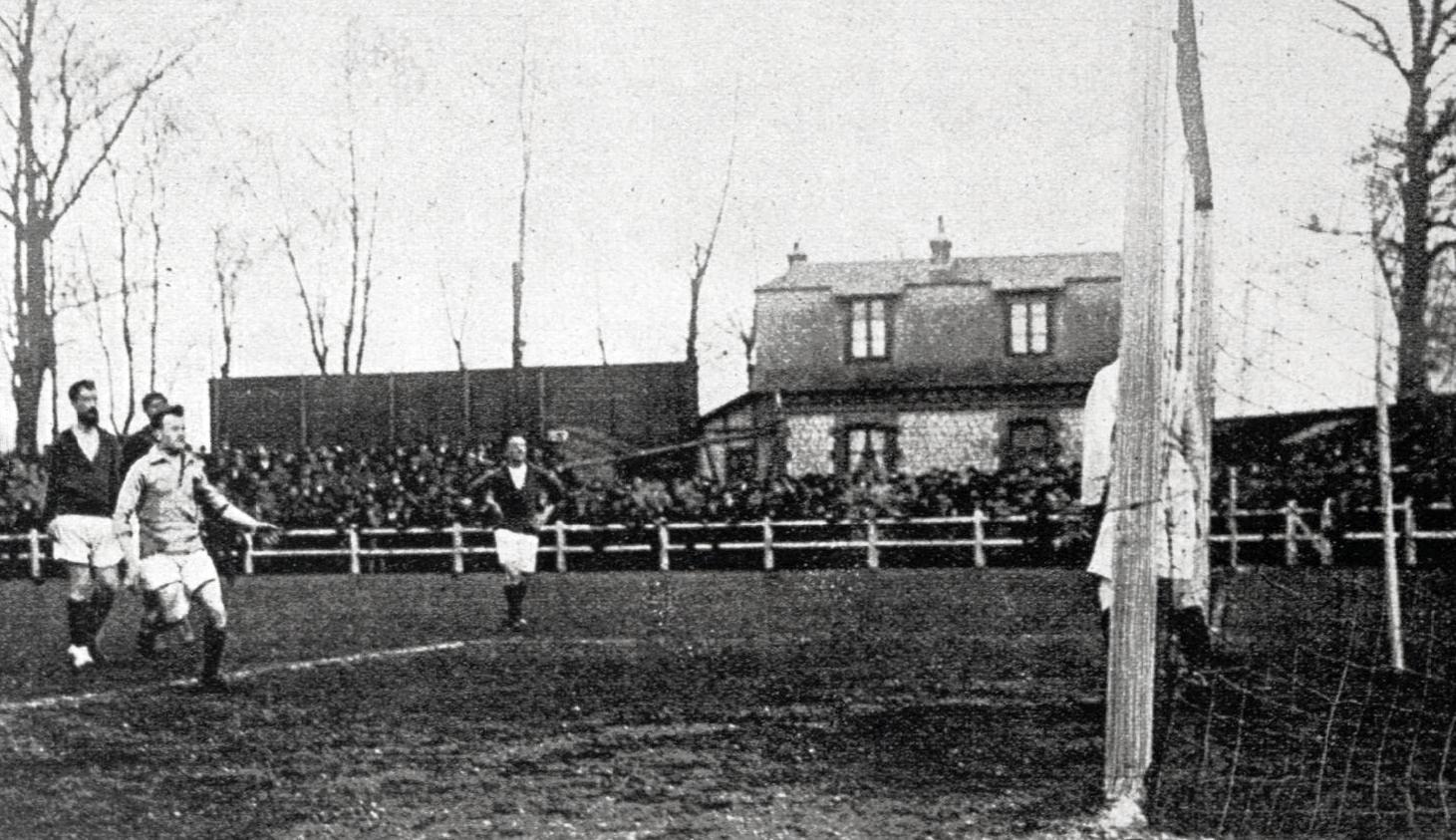
L'International Maurice Gastiger (blanc), avec le FEC Levallois contre Rouen, en avril 1921.